# Plecopterodes
Plecopterodes is een geslacht van vlinders van de familie spinneruilen (Erebidae), uit de onderfamilie Catocalinae.

## Soorten
- P. clytie Gaede, 1936
- P. deprivata Warren, 1914
- P. dissidens Gaede, 1914
- P. exigua Gaede, 1914
- P. gandolfii Berio, 1939
- P. griseicilia (Hampson, 1910)
- P. heterochroa (Hampson, 1910)
- P. lutosa (Grünberg, 1910)
- P. melliflua (Holland, 1897)
- P. moderata (Wallengren, 1860)
- P. molybdena Berio, 1954
- P. molybdopasta (Hampson, 1910)
- P. pulcra Fabricius, 1794
- P. synethes Hampson, 1913